# David O’Keeffe
David O’Keeffe (* 1953 in Ennis) ist ein britischer Jurist. Er ist emeritierter Professor für Europarecht an der Universität London und Senior Counsel der internationalen Wirtschaftskanzlei Dentons. Im Jahr 2008 wurde er zum Vorsitzenden des Europäischen Gerichts für den öffentlichen Dienst in Florenz bestellt und übt diese Position bis heute aus.

## Karriere
Er war Assistent von Professor Henry G. Schermers im Bereich des Völkerrechts und des Rechts der Europäischen Union an der Universität Leiden (1980–1984). O’Keeffe war Referent am Europäischen Gerichtshof (1985–1990), Professor für Europarecht und Dekan der Juristischen Fakultät der Universität von Durham (1990–1993), sowie Professor für Europarecht und Prodekan an der Rechtswissenschaftlichen Fakultät am University College London (1993–2004). Ferner unterrichtete er Europarecht am College of Europe an den Standorten in Brügge und Natolin Warschau (1993–2007). Er war Berater des House of Lords (Sonderausschuss für die Europäische Union) sowie des Europäischen Parlaments und externer Berater des Europäischen Bürgerbeauftragten (Europäischer Ombudsmann). Des Weiteren war er Mitglied der Expertengruppe über den freien Personenverkehr, die von der Europäischen Kommission unter dem Vorsitz von Simone Veil eingerichtet wurde.
Von 1990 an hat O’Keeffe 14 Jahre lang bis zum Beitritt der mittel- und osteuropäischen Staaten zur Europäischen Union regelmäßig Vorträge und Vorlesungen zum Recht der Europäischen Union an Universitäten und bei anderen Organisationen in Polen, Rumänien, Slowenien sowie der Slowakei gehalten. Hierfür wurde er zum Honorary Commander of the Order of the British Empire (CBE) ernannt und erhielt weitere Auszeichnungen in einigen dieser Länder. Zusammen mit Botschafter Nicholas Emiliou organisierte er in Zypern eine der wesentlichen Konferenzen zum Beitritt Zyperns zur Europäischen Union.
Er war Mitbegründer der Zeitschrift European Foreign Affairs Review (1996) und Mitglied im wissenschaftlichen Komitee von Common Market Law Review (1985–2005).

## Schriften
- Legal Issues of the Maastricht Treaty. London 1994.
- Legal Issues of the Amsterdam Treaty. London 1999.
- Judicial Review in European Union Law. London 2001.